# أليكس شاين
أليكس شاين (بالإنجليزية: Alex Shane)‏ هو مصارع محترف بريطاني، ولد في 15 نوفمبر 1979 في لندن في المملكة المتحدة.

## روابط خارجية
- أليكس شاين على موقع WrestlingData.com (الإنجليزية)
- أليكس شاين على موقع CageMatch worker (الإنجليزية)
- أليكس شاين على موقع قاعدة بيانات المصارعة على الإنترنت (الإنجليزية)
- أليكس شاين على موقع عالم المصارعة على الإنترنت (الإنجليزية)